# Judah Abrabanel
Judah Abrabanel (eller Abravanel, även känd som: på latin, Leo Hebraeus; på portugisiska, Leão Hebreu; på spanska, León Hebreo; på italienska, Leone Ebreo; på engelska, Leo the Hebrew; och på hebreiska,  יהודה בן יצחק אברבנאל [Yehuda ben Yitzhak Abravanel]), född runt 1465, död runt 1521, var en judisk läkare, diktare och filosof. Han var son till Juda ben Isaac Abravanel. 
Abrabanel var en viktig övergångsfigur i den judiska filosofiska historien. Det råder ingen konsensus kring frågan om huruvida han ska betraktas som den sista medeltida judiska filosofen eller som en av de första inom den nya eran, renässansen och dess humanism. Hans mest välkända verk heter Dialoghi d'amore (Kärleksdialoger) och visar upp hans moderna sida; den kategoriseras som tillhörande genren trattato d'amore (ungefär "kärleksavhandlingar"), som var typisk för den spirande renässansen.

## Liv
Abrabanel föddes i Portugals huvudstad Lissabon någon gång mellan 1460 och 1470. Hans far, Don Isaac Abrabanel (1437-1508), var även han en viktig filosofisk figur för sin tid. Familjen var en av Lissabons mest framstående, mycket tack vare sin betydelsefulla internationella handelsverksamhet. Judah var föräldrarnas förstfödde och han hade flera bröder.
Abrabanel fick, trots sin fars konservativa läggning, utbildning även i icke-judiska ämnen. Hans lärare i judendomsrelaterade ämnen hette Joseph ben Abraham ibn Hayoun och var Lissabons ledande rabbin. Utöver detta är det rimligt att anta att han fick utbildning i den medeltida arabisk-judiska traditionen samt italienskhämtade humanistiska studier.
Efter en misslyckad politisk konspiration var familjen tvungen att fly till Sevilla i Spanien 1483. Fadern, som hade ett gott rykte, blev anställd som ekonomisk rådgivare vid Isabella och Ferdinands hov. Inte heller Spanien – skulle det visa sig – gick att stanna kvar i. Efter Isabella och Ferdindands förklaring om att alla judar som vägrade att omvända sig till kristendomen skulle utvisas, flyttade familjen till Neapel. Även där välkomnades de varmt, men inte heller detta skulle visa sig vara ett hållbart alternativ. 1495 ockuperade fransmännen Neapel och Judah flyttade därifrån till Genua, från Genua till Barletta och från Barletta till Venedig. När fransmännen besegrades 1501 flyttade han emellertid tillbaka till Neapel där han dog efter 1521.

## Verk

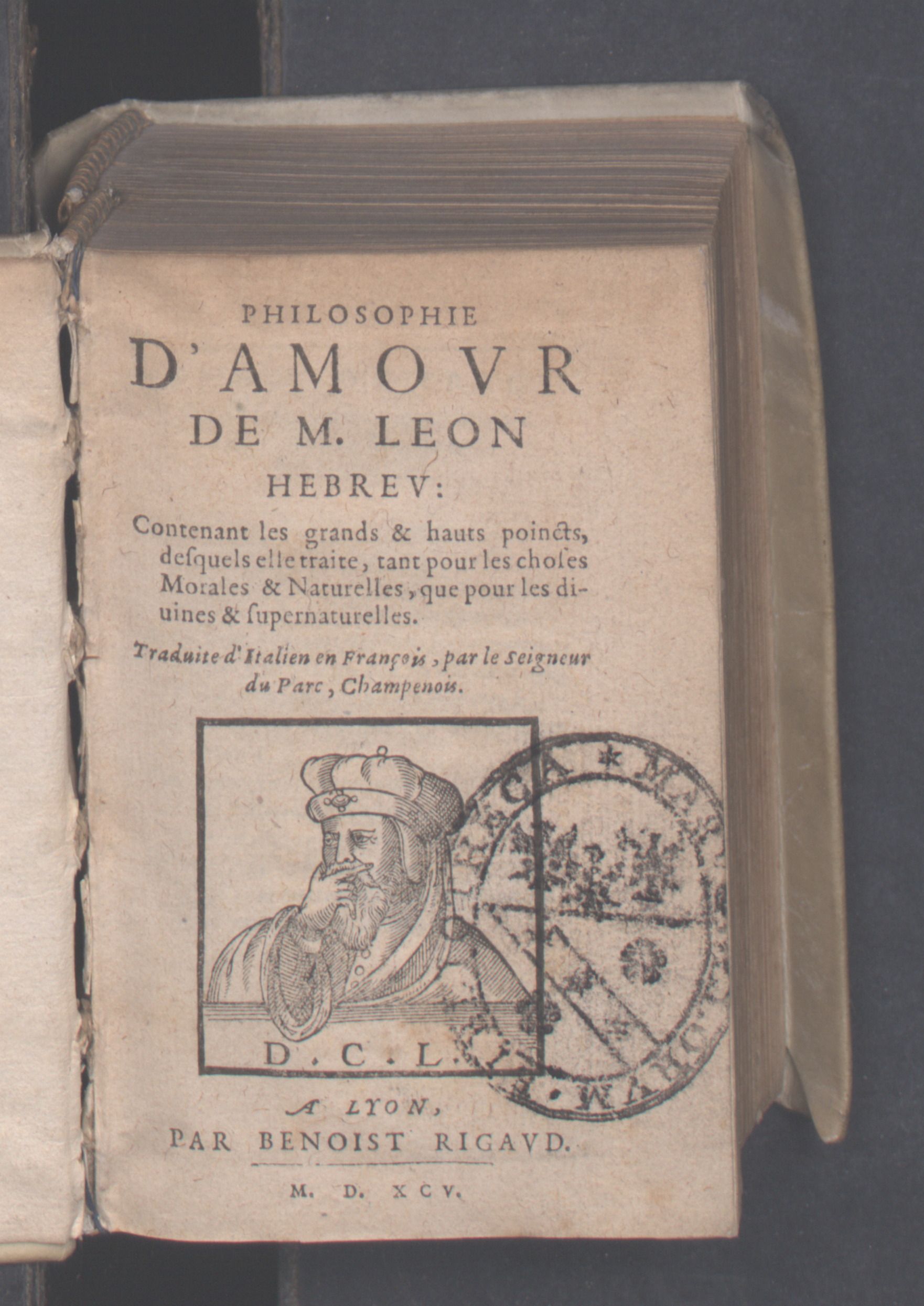
Philosophie d'amour, 1595

Abrabanels i särklass viktigaste verk är Dialoghi d'amore (vilket möjligtvis förklaras av att det är det enda verket som finns kvar idag). I likhet med hans födelse- och dödsdatum är det emellertid inte fastställt exakt när verket skrevs. En del kommentatorer har pekat på att en passage i boken tyder på att den skrevs 1501-1502.
Utöver huvudverket vet vi om att han skrev poesi, bland annat diktförord till tre av hans fars böcker: Rosh Amanah, Zevach Pesach ochNachalat Avot. Från ett brev av en läkare vid namn Amatus Lusitanus vet vi också att han skrev ett verk vid namnet De Coeli Harmonia (Om sfärernas harmoni). Detta skrevs antagligen innan Dialoghi d'amore, och, till skillnad från det verket, författat på latin och inte italienska.

## Filosofi
Abrabanels filosofi rör ämnen som tro och förnuft, skönhet och kärlek och livets slut. Det är framför allt två egenskaper som skiljer Abrabanels filosofi från hans judiska och muslimska föregångare: (1) hans brist på intresse av det antagonistiska förhållandet mellan tro och förnuft samt (2) hans intresse av förhållandet mellan grekisk mytologi och judendom.